# 孝懿仁皇后
孝懿仁皇后（こういじんこうごう、満州語：ᡥᡞᠶᠣᠣᡧᡠᠩᡤᠠ
ᠸᡠᠵᡠᠷᡠᠩᡤᠠ
ᡤᠣᠰᡞᠨ
ᡥᡡᠸᠠᠩᡥᡝᠣ、転写：hiyoošungga fujurungga gosin hūwangheo）は、清の康熙帝の3番目の皇后。姓はトゥンギャ（佟佳）氏（Tunggiya hala）。

## 経歴
康熙帝の生母の孝康章皇后の弟の佟国維の娘。母は正妻のヘシェリ氏。妹は康熙帝の愨恵皇貴妃。
康熙16年（1677年）、貴妃となった。康熙20年（1681年）、皇貴妃に進んだ。女子を1人産んだが、夭折した。康熙28年（1689年）7月8日、流産で重体となり、9日に皇后に立てられたが、10日に崩じた。「孝懿」と諡された。その後、夫の諡を重ねて「孝懿温誠端仁憲穆和恪慈恵奉天佐聖仁皇后」と加諡された。
弟にロンコド（隆科多）がおり、皇位継承争いでは雍正帝の擁立に貢献したが、後に誅殺された。

## 子女
- 皇八女（1683年7月13日 - 8月6日）− 夭逝した。名前も位号も与えられておらず、墓もなかった。火葬の後、遺灰を空地に散らした。

## 伝記資料
- 『清聖祖実録』
- 『清史稿』巻214 列伝一
- 『内務府奏報皇貴妃生女折』
- 『内務府奏報不満月公主病死折』